# Teatro universitario en España
Se entiende por teatro universitario al conjunto de artes escénicas producidas desde la universidad o que mantiene un fuerte nexo con ésta. En el caso de España, un país con más de cincuenta universidades entre las cuales figuran algunas de las más antiguas del mundo, el teatro universitario tiene gran implantación, ha servido como renovador del teatro profesional y cuenta con referentes sólidos como es el caso de La Barraca de Federico García Lorca.

## El teatro universitario en España

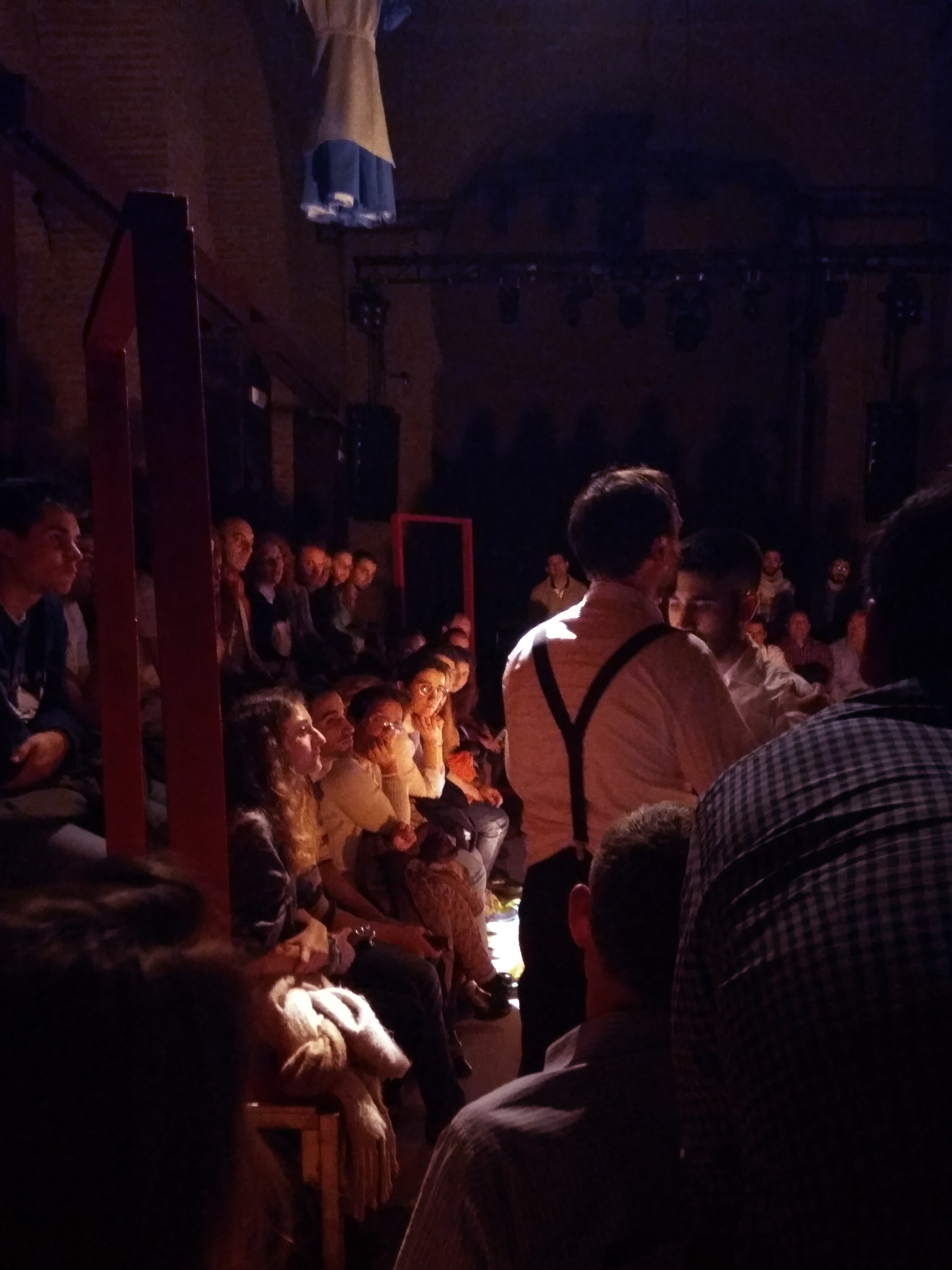
"El público" de Federico García Lorca, escenificado por el Aula de Teatro USC-Lugo, 2017.

El teatro, al menos en su parte literaria, ha estado siempre presente en la Universidad desde sus orígenes -se utilizaban textos de Terencio para aprender latín- e incluso se ha incentivado el que los estudiantes hicieran representaciones, ya fuera multando a los profesores si no las propiciaban (artículo 217 de los Estatutos de la Universidad de Salamanca de 1529), ya fuera premiando a los mejores intérpretes con dinero del fondo de estudios: 
«en cada Colegio cada año se representará una comedia de Plauto o Terencio o tragicomedia , la primera el primero domingo de las octavas de Corpus Christi, y las otras en los domingos siguientes; y el regente que mejor hiziere y representare las dichas comedias o tragedias se le den seis ducados del arca del estudio, y sean juezes para dar este premio el rector y maestre escuela.» Estatutos de la Universidad de Salamanca, título 61 sobre los Colegios de Gramática, 1538 
Pero no es hasta el siglo XX cuando estas producciones trascienden sus fronteras que necesitan de una denominación propia. Es en los años veinte y treinta cuando surge y se populariza el concepto de Teatro Universitario y toman ese nombre también los teatros universitarios itinerantes, como fueron La Barraca de Lorca y El Búho de Max Aub.
Hoy en día los teatros universitarios se conocen más por el acrónimo T.U. o teu y pueden tomar nombres muy variados: grupo oficial, teatro experimental, taller de artes escénicas, aula de teatro, etc. y, debido a que los centros reglados de enseñanza secundaria destinados a enseñar las artes escénicas no dependen de centros universitarios, a diferencia de otros países de habla hispana, el teatro universitario hace referencia más a estudiantes de carreras muy diversas que hacen teatro que no a futuros actores en proceso de formación.  

### El Teatro Universitario durante la Segunda República

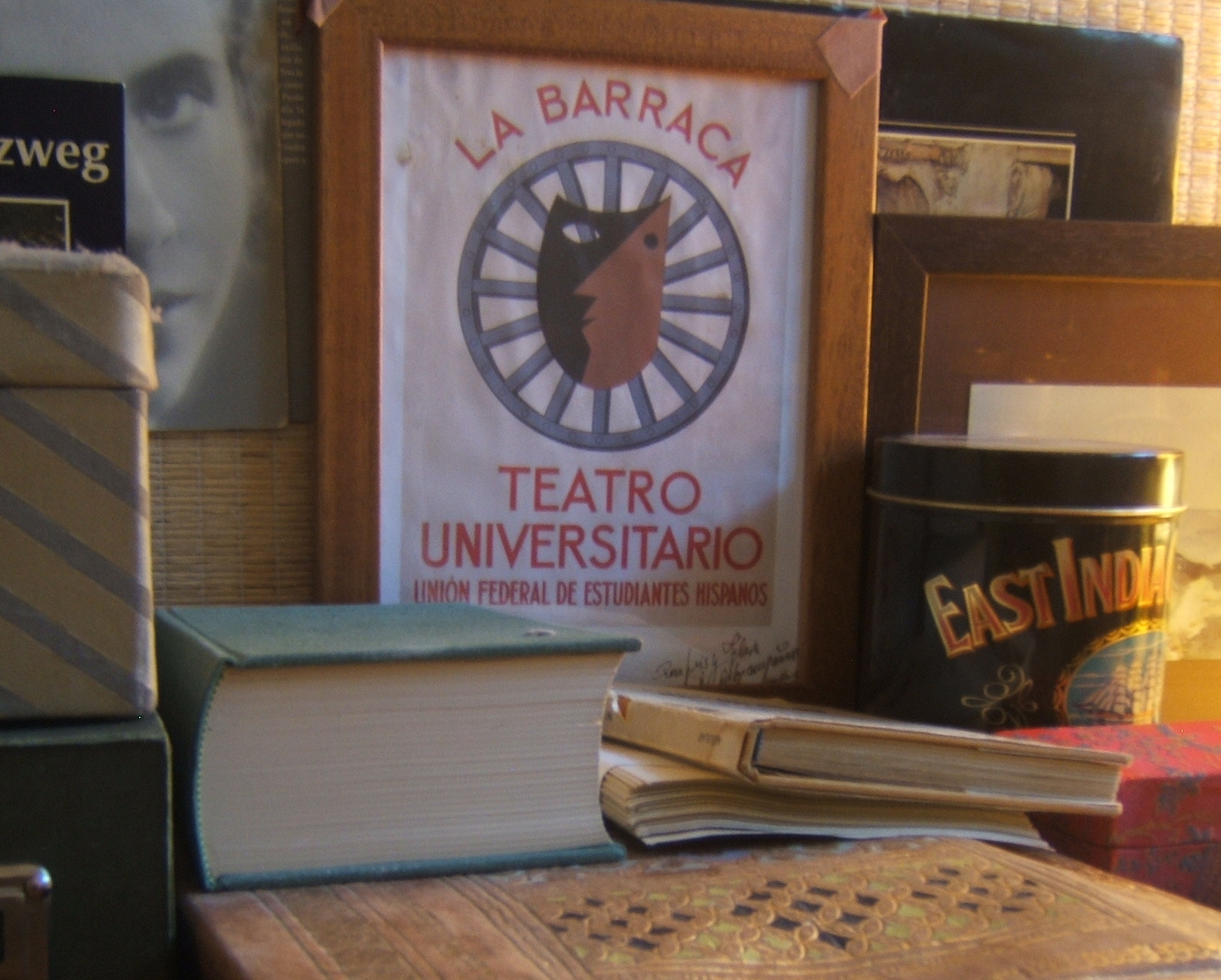
La Barraca es sin duda gracias a Federico García Lorca uno de los teatros universitarios más conocidos en todo el mundo.

Con el advenimiento de la Segunda República se duplicarán los centros escolares y se respaldará con medios la creación de misiones culturales -las conocidas misiones pedagógicas- con que llevar la música, el teatro y las demás artes a los pueblos más recónditos de España. A nivel estatal Alejandro Casona y su Teatro del Pueblo emplearán universitarios y desde la Universidad surgirá un proyecto similar, La Barraca en 1932 desde Madrid y, en 1934 desde Valencia, El Búho.

"A semejanza de la Carreta de Angulo el Malo, que atraviesa con su bullicio colorista las páginas del Quijote, el teatro estudiantil de las Misiones era una farándula ambulante, sobria de decorados y ropajes, saludable de aire libre, primitiva y jovial de repertorio. Formado por estudiantes y consagrado a auditorios sin letras, no podía ser de otra manera. Durante los cinco años en que tuve la fortuna de dirigir aquella muchachada estudiante, más de trescientos pueblos- en aspa desde Sanabria a la Mancha y desde Aragón a Extremadura, con su centro en la paramera castellana- nos vieron llegar a sus ejidos, sus plazas o sus porches, levantar nuestros bártulos al aire libre y representar el sazonado repertorio ante el feliz asombro de la aldea. Si alguna obra bella puedo enorgullecerme de haber hecho en mi vida, fue aquella; si algo serio he aprendido sobre pueblo y teatro, fue allí donde lo aprendí. Trescientas actuaciones al frente de un cuadro estudiantil y ante públicos de sabiduría, emoción y lenguaje primitivos son una educadora experiencia".
Nota preliminar a Retablo jovial, Alejandro Casona

### El Teatro Universitario al inicio de la dictadura Franquista
Con la llegada de la guerra civil estas misiones se interrumpen y las agrupaciones se disuelven, sin embargo, ya durante la guerra algunos de sus excomponentes volverán al teatro universitario creando nuevos grupos, ya sea en territorio nacional, ya sea en países hispanohablantes durante el exilio. Durante la guerra el SEU, el sindicato estudiantil filofascista creado en 1933, esgrime una serie postulados abrogándole -junto con la radio y el cinematógrafo- una gran importancia al teatro por su fuerza transformadora. Sin embargo, una serie de objetivos teóricos como la transformación de la sociedad y vector de la renovación de la escena no acaban plasmándose en la realidad por falta de recursos, espacios y personal adecuado, resultando en su implantación una apropiación de las estructuras heredadas, controlando el Teatro Universitario de las universidades y cambiándole el nombre a estas agrupaciones añadiéndole "Español" para dar lugar a los TEU (TTEEUU, en plural) de cada universidad.

"[Éstos son] tres de los objetivos fundamentales del Teatro Español Universitario: dignificación de la escena española en la medida de sus fuerzas, llegar a compenetrar de una manera absoluta a la masa estudiantil con una de las vetas más ricas de la cultura hispánica e intercambiar la clase popular española y la clase universitaria mediante recitales, representaciones, ensayos teatrales, etc."
Misión del Teatro Español Universitario, Juventud nº7, 4/04/1942 p.7.

Si bien este cambio en los grupos difusos, sin identidad propia, de tipo tradicional conocidos como Teatro Universitario se produce a medida que se recupera el pulso docente y adquieren relevancia política, ocupan portadas y trascienden la universidad, la evolución en grupo moderno no se consolida hasta la década de los cincuenta por una lucha entre el idealismo renovador de la escena burguesa y la obsesión por el control ejercida desde la censura. En un primer momento primará el control efectivo de la institución, por lo que se impone un cambio estético del nombre del TU que será sustituido por el de TEU a imagen y semejanza del SEU, el Sindicato Español Universitario. La falta de medios y personal cualificado será evidente por lo que la producción será irregular los primeros años. El cambio que asegurará la época dorada de los 50 y 60 será la incorporación de Modesto Higueras que aportará la experiencia misional y pedagógica de época republicana y la aplique en el TEU principal, el TEU de Madrid.
En 1939 Modesto Higueras había creado el Teatro Nacional de las Organizaciones Juveniles, germen y modelo que aplicará en 1941 cuando asume la dirección del Teatro Español Universitario. Su labor y consejo influirá en el resto de TEUs a medida que aparezcan y se vayan consolidando, sobre todo una vez pasada la Segunda Guerra Mundial cuando el fascismo es derrotado y el franquismo en España reduce el efecto censor.

### Las dos décadas doradas del Teatro Universitario
Durante los primeros años de la década de los sesenta, se calcula que pudo llegar a haber un centenar de TEUs a razón de un TEU Nacional, un TEU oficial por cada circunscripción (llegó a haber 12 circunscripciones universitarias) y, además, solía haber TEUs propios en muchas carreras: El TEU de Medicina, el TEU de Derecho, etc. Es por esto que actualmente, por el alto número de TEUs, más la aparición de otros grupos con el mismo acrónimo (Teatro Experimental Universitario, Teatro de Ensayo Universitario), así como la homonimia con T.U. (Té-Ú) que actualmente el término "teu" sea sinónimo de compañía o grupo de teatro universitario en España y en algunas zonas de Hispanoamérica.
El programa de los primeros TEUs era muy similar al de La Barraca. Tratan de asumir la tradición española y la ruptura con la escena convencional. Gracias al paraguas del SEU los universitarios poco a poco acceden a locales de ensayo, materiales y hasta un fondo bibliográfico muy variado, no sólo el permitido sino también a autores ajenos a la ideología y ortodoxia del régimen. Sin embargo aunque en un origen se propusiera un binomio de TEU de distrito y TEU itinerante, la realidad de los primeros años es que la censura condenaba a las obras a la función única y hasta los sesenta no se observan agrupaciones que hagan giras regulares por provincias.
El teatro universitario no conseguirá su propósito de regenerar el teatro profesional hasta la llegada de los grupos independientes, pero ya en los 50 será una tónica el adelantarse al teatro comercial a la hora de traer nuevas vanguardias y dramaturgias desde el extranjero y representar autores nacionales denostados por el régimen, como García Lorca o Valle-Inclán. En la década de los sesenta y al tratar de aumentar el control por parte del gobierno por un lado y por las ansias de una mayor independencia por parte de los grupos, algunos de ellos comienzan a desligarse de la universidad y paulatinamente irán profesionalizándose. Esto daría pie al auge del teatro independiente, con singulares ejemplos como el Teatro Universitario de Murcia impulsado por César Oliva.

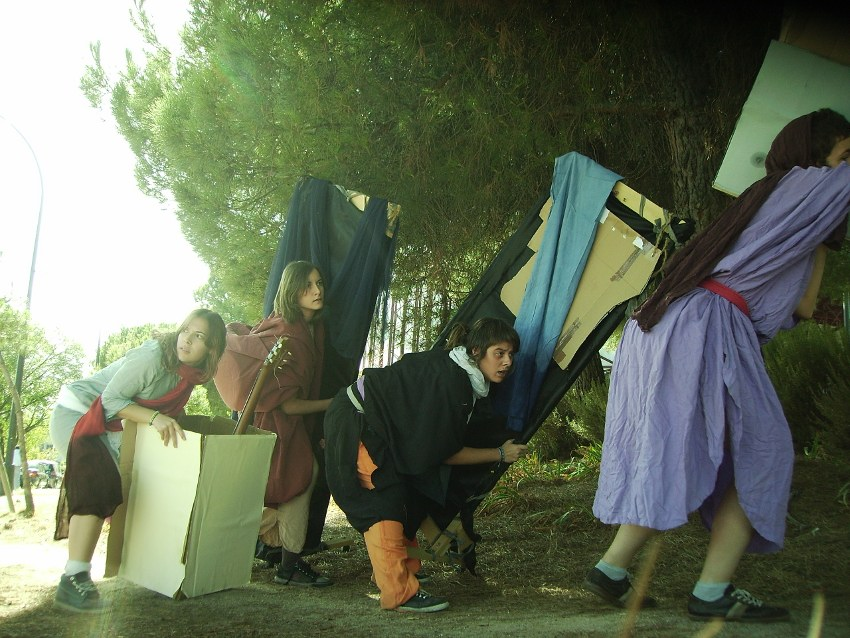
En los ochenta surgen las primeras Aulas; el Aula de la UAM es de 1983: Paseo por el amor y la muerte, basado en la película de John Huston, en 2009.

### La llegada de la transición para el Teatro Universitario
Con la llegada de la transición y la reconversión de la Universidad dentro de un contexto descentralizado se produce una reducción todavía mayor del número de grupos. A finales de los ochenta y principios de la década de los noventa prolifera la creación de aulas de teatro con diferentes modelos, financiación y objetivos de manera que su implantación y resultados son muy diversos. Sin embargo, la principal actividad que permitirá el asentamiento y consolidación de nuevos grupos será la institución de festivales o muestras de teatro, llegando el caso de la Muestra de Teatro Universitario de la Universidad Complutense que algunos años premió al grupo vencedor con pequeñas giras en Hispanoamérica.
| Año   | Universidad                           | Aula                                                                    |  |
| ----- | ------------------------------------- | ----------------------------------------------------------------------- |  |
| 1981  | Universidad de Barcelona              | Grup AIET                                                               |  |
| 1983  | Universidad de Alicante               | Aula de Teatro                                                          |  |
| 1984  | Universitat Autónoma de Barcelona     | Aula de Teatre de la UAB                                                |  |
| 1985  | Universidad de Valencia               | Aula de Artes Escénicas                                                 |  |
| 1991  | Universidad de Murcia                 | Aula de Teatro                                                          |  |
| 1991  | Universidad de Vigo                   | Aula de Teatro Universitaria de Ourense                                 |  |
| 1991  | Universidad Pompeu Fabra              | Aula de Teatre de la UPF                                                |  |
| 1992  | Universidad Politécnica de Cataluña   | Grup Teatre Enginyers                                                   |  |
| 1994  | Universidad de Lérida                 | Espai de Teatre de la UdL                                               |  |
| 1994  | Universidad de Vic                    | Aula de Teatre de la UVic                                               |  |
| 1994  | Universidad de Gerona                 | Aula de Teatre de la UdG                                                |  |
| 1994  | Universidad Rovira i Virgili          | Aula de Teatre de la URV                                                |  |
| 1994  | Universidad Ramon Llull               | Aula de Teatre de la Facultat de Ciències de la Comunicació- Blanquerna |  |
| 1997? | Universidad de las Islas Baleares     | Grup Magisteri Teatre - UIB                                             |  |
| 2005  | Universidad Abad Oliba                | UA O CEU Grup 2n teatre                                                 |  |
| 2008? | Universidad Internacional de Cataluña | Grup Teatre - UIC                                                       |  |

### El Teatro Universitario en el nuevo milenio

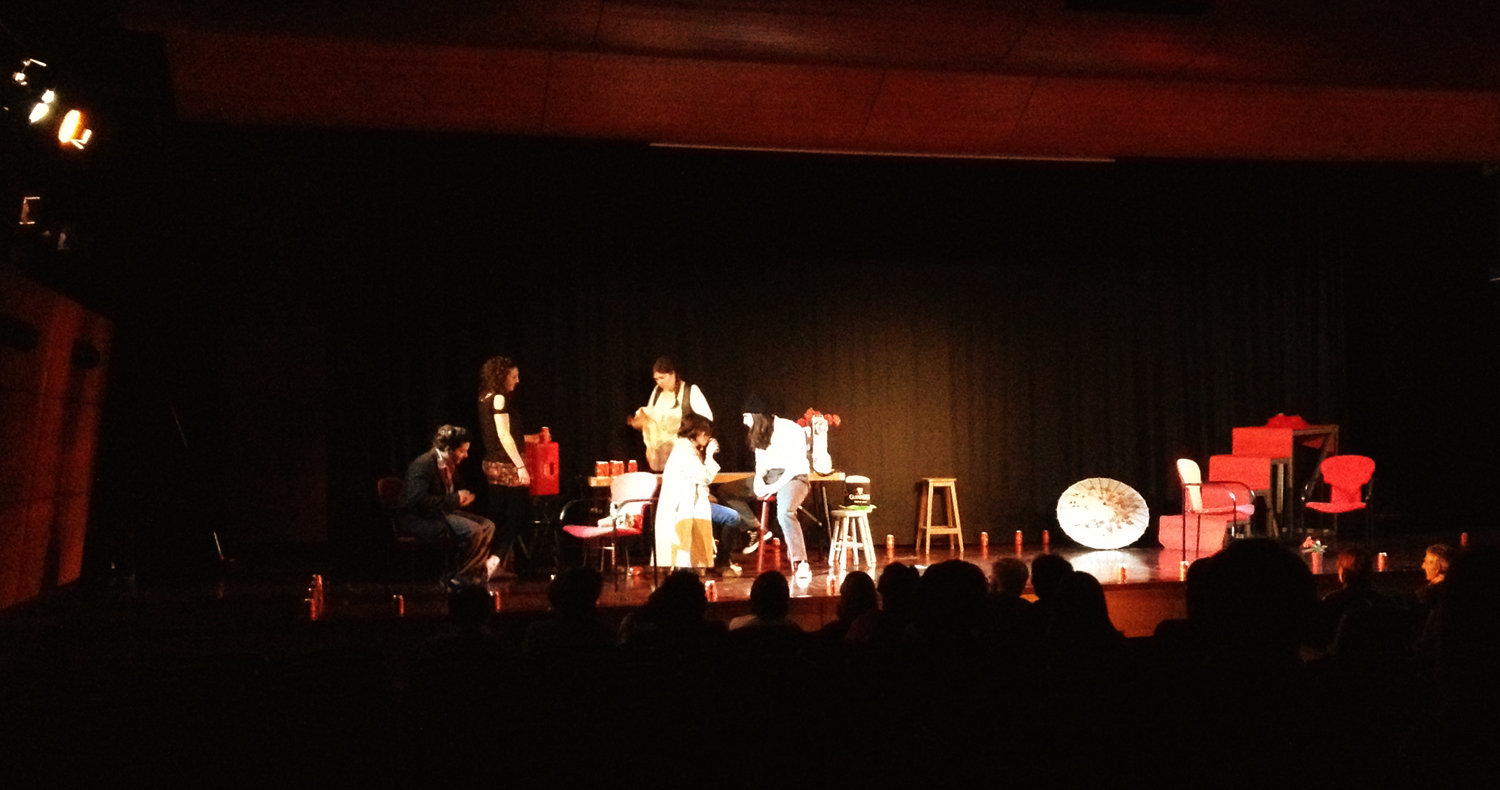
Els set contra Èsquil, de David Bo en el marco del "IV MUTIS" en 2013.

Una de las iniciativas con las que el TU recupera el foco mediático es gracias a la iniciativa de Las Huellas de la Barraca organizada por la Sociedad Estatal de Conmemoraciones Culturales (más adelante renombrada como Acción Cultural Española AC/E) que comenzó en 2006 y realizó siete ediciones hasta 2012.
A partir de 2009 y con motivo de la recesión económica las Universidades reducirán sus partidas en cultura y actividades extracurriculares, cerrando algunas incluso la entera área de cultura. La falta de respaldo económico e institucional hará que algunos grupos y aulas desaparezcan por un lado, y por el otro que muchos TEUs por tener que buscar financiación y espacios fuera de las facultades acaben por aumentar el número de actividades y que estas trasciendan el recinto universitario. A resultas de este proceso aparecerán un nuevo tipo de festivales creados y organizados por grupos de teatro independientes como es el caso del Festival MUTIS en Barcelona en 2010 y el CUAL en Almagro en 2014. Gracias al trabajo en red de los grupos participantes se ha recuperado la Federación Española de Teatro Universitario en 2014. En paralelo a nivel de investigación teatral académica la iniciativa de poder crear espacios de encuentro también ha recaído en jóvenes doctorandos como es el caso del CIIJET o de las Jornadas en Investigación en Teatro Independiente de Barcelona.
Actualmente la Universidad paulatinamente da muestras de tener capacidad nuevamente para proponer y vehiculizar nuevos proyectos, es el caso de la recuperación del Aula de la UCM o del certamen de la Xarxa Vives d'Universitats.